# Bulbophyllum phaeoglossum
Bulbophyllum phaeoglossum är en orkidéart som beskrevs av Rudolf Schlechter. Bulbophyllum phaeoglossum ingår i släktet Bulbophyllum och familjen orkidéer. Inga underarter finns listade i Catalogue of Life.